# باغ‌ملک
باغ‌مَلِک شهری در شمال‌ شرق استان خوزستان و مرکز شهرستان باغملک می‌باشد. باغملک در مناطق نیمه کوهستانی قرار دارد، این شهر در فاصله ۱۵۰ کیلومتری اهواز قرار گرفته است. مردم باغملک از ایل بهمئی و بختیاری هستند.

## مردم
مردم باغ‌ملک به زبان لری بهمئی و لری بختیاری صحبت می‌کنند. مردم شهرستان باغ‌ملک لُرتبار و از ایل بهمئی و ایل بختیاری هستند.
بهمئی‌های باغملک در تمام نقاط این شهر و شهرستان ساکن هستند، بیشتر بهمئی‌های ساکن در شهر باغملک از طوایف نریمیسا، مهمدمیسا، کمایی، کلاه کج، خلیلی، علاءالدینی، بناری و ... هستند که بیش از نیمی از جمعیت این شهر را تشکیل می‌دهند.
بختیاری‌های شهرستان باغ‌ملک، قلعه تل، هپرو، منگشت و میداوود بیشتر از باب چهارلنگ کیان ارثی طایفه جانکی گرمسیر و وابسته به بختیاری و شامل طایفه های ( بهوندی، زنگنه، کرد، کیانی، تامرادی، بیگدلی، شهریاری، شیوخ منگشت، سروستانی، میلاسی، درویشانی، ممبینی، احمد مکانی، یوسف شهرویی، بیژنی، آل خورشیدی، برون، سادات طباطبایی، سادات میرسالاری، سادات موسوی ) هستند.
زنگنه های شهرستان باغ‌ملک، قلعه تل، تمبی، سرله و … از چندین طایفه شامل طایفه‌های کرد حسین خانی، عباسوند، سلمانوند، شرف وند، اوموند، هزاروند، گراوند، گیجوند، گلابوند، تدوئی، کُرد زنگنه و … تشکیل شده‌اند.
بختیاری‌های بخش منگشت باغ‌ملک (رباط و ابوالعباس)، طایفه اورک، تیره لجمیر اورک و تیره سخندری هستند.
بختیاری‌های دهستان بارانگرد، قلعه تل، چشمه شیرین، کلتندر علیا، کلتندر سفلی، اشکفت زرد، کان گنجشکی، نال اشکنان، پرسوراخ، شاهرازن، باغ‌ملا، گله‌واری، و … طوایفی از اورک، لجمیر اورک، زنگنه، اصفتین، کهوایی، زراسوند، حموله، منجزی، جانکی، سهید و چهارلنگ برون هستند.
در منطقه لُران و قلعه تل ایل بختیاری سکونت دارند.
در منطقه دهستان رودزرد (آسماری، پیرموسی، آبلشکر، رودزرد کایدرفیع، کلگه، چشمه روغنی، چال محمدحسین، آبله و …) طوایف بختیاری متشکل از گورویی، ممبینی، میلاسی، اورک، مکوندی، شیخ و سادات موسوی و میرسالاری ساکن هستند.

### جمعیت
بر پایه سرشماری عمومی نفوس و مسکن در سال ۱۳۹۵ جمعیت شهرستان ۱۰۵٬۳۸۴ و بخش مرکزی ۴۹٬۵۴۷ نفر بوده‌است.

### آثار باستانی
قلعه محمد تقی خان چهار لنگ (قلعه تل) تپه قلعه تل
قلعه منگشت
محوط باستانی منجنیق
آسیاب منجنیق
کاروانسرای ارغوانی
گور دخمه و بردگوری ارغوانی
تپه تازنگ (بابا وزیری) «ثبت ملی»
تپه دالخونی «ثبت ملی»
تپه رستم‌آباد «ثبت ملی»
قلعه اِقبال لالب

### مناطق گردشگری
، رباط، قلعه تل، لالب، مال آقا، تنگ کرد، کلتندر، قلعه سروستان، ابوالعباس، چیدن ، پوتو، آسماری، سد جره کلگه، تمبی

## جغرافیا
این شهر مرکز شهرستان باغ‌ملک است و در شرق استان خوزستان قرار گرفته‌است. شهرستان باغ‌ملک، یکی از شهرستان‌های استان خوزستان در جنوب غربی ایران است. باغ‌ملک در سال ۱۳۷۱ تبدیل به شهرستان شد. باغ‌ملک با شهرستان‌های رامهرمز، ایذه، هفتگل، مسجد سلیمان، صیدون و با استان‌های چهار محال بختیاری و کهگیلویه و بویراحمد هم‌مرز است.
این شهر در دامنه رشته کوه‌های منگشت زاگرس واقع شده‌است. این شهرستان تقریباً در شرق استان خوزستان می‌باشد در عرض جغرافیایی ۳۱–۳۱ و طول جغرافیایی ۴۹–۵۱ و ارتفاع مرکزی شهر ۹۱۷ متر از سطح دریا می‌باشد.
این شهرستان نسبت به شهرستانهای غربی و جنوبی استان خوزستان، آب و هوای متعادل تری دارد.

## تاریخ
قدمت شهر کنونی باغ‌ملک به دوران عیلام برمی‌گردد، در دوران عیلام این ناحیه اوربه نام داشته‌است. در باغ‌ملک محلی به‌نام منجنیق وجود دارد که آثار تاریخی از یک شهر کهن در آن بجا مانده‌است که بنابر روایتی ماجرای ابراهیم و نمرود در این محل رخ داده‌است و به همین دلیل منجنیق نام دارد، پل شکسته‌ای نیز در آن نزدیکی وجود دارد که مربوط به دوران ساسانی است. همچنین سنگ آسیابی در باغ‌ملک وجود دارد که آثار خطوط کوفی بر روی آن نقش بسته‌است.
در باب قدمت باغملک می‌توان از کتاب سفرنامة جنوب ایران نوشتة بابن و هوسه فرانسوی نقل کرد که نوشته‌اند: «آثار خرابه و بیوتات مقبره در باغملک دیده می‌شود؛ و آن آثار را اهل بلد منجنیق می‌خوانند. تپه‌ای در بالای سر منجنیق هست و بقعه‌ای دارد که آن را امیرالمؤمنین می‌نامند که ظاهراً مقبره یکی از خلفای عباسی است؛ و بقعه دیگر نیز در آنجا هست یکی معروف به دانیال خلیل است و دیگری مشهور به قاسم علی. رودخانه کوچکی از کوه منگشت از طرف قبله سرازیر و جاری می‌باشد که از میانه باغملک می‌گذرد.» لایارد در سفرنامه خود آثار باقی مانده نواحی باغملک را متعلق به عهد اتابک می‌داند. باغملک امروزی دارای بخشهای قلعه تل و میداوود است
باغ‌ملک تا سال ۱۳۲۶ جانکی نامیده می‌شد. در یازدهم آبان آن سال به تصویب هیئت‌وزیران، نام جانکی به باغ‌ملک تغییر یافت.

## پوشش گیاهی
پوشش گیاهی این منطقه از درختان بلوط، افرا، کلخنگ، گردو، انار، کُنار، بَن و برخی گیاهان دارویی و صنعتی دیگر تشکیل شده‌است.
جانوران و پرندگانی همچون؛ پلنگ، مار، خرس، روباه، شغال، سوسمار، قوچ، گرگ، کفتار، گراز، بز کوهی، کبک، تیهو، لک لک، شاهین و سمندر لرستانی در منطقه یافت می‌شوند.

## کشاورزی
زمین‌های کشاورزی باغ‌ملک بیشتر به زیر کشت گندم، جو، ذرت، ماش، برنج و صیفی جات می‌روند.
باغ‌ملک رتبه نخست توسعه گلخانه در استان خوزستان را داراست

## ناحیه صنعتی
شهرستان باغ‌ملک دارای دو ناحیه صنعتی در کیلومتر ۵ محور باغ‌ملک به ایذه و ناحیه صنعتی کشاورزی دوم در کیلومتر ۱۵ محور باغ‌ملک به ایذه (قلعه‌تل) واقع شده‌است.
شرکت بزرگ کشاورزی و دام‌پروری نگین فام خوزستان در مجاورت روستای کمردراز (کیلومتر ۲۰ محور باغ‌ملک به ایذه) واقع شده‌است. این شرکت وابسته به بنیاد مستضعفان انقلاب اسلامی است.

## امنیت
شهرستان باغ‌ملک دارای ۸ پاسگاه انتظامی است.
این پاسگاه‌های نظامی به تفکیک در مرکز شهر باغ‌ملک (کلانتری ۱۱)، بخش قلعه تل (کلانتری ۱۲)، پاسگاه انتظامی منگشت، پاسگاه انتظامی میداوود، پاسگاه انتظامی در سرله، پاسگاه انتظامی در هپرو، پاسگاه انتظامی پتک واقع شده‌اند.
مراکز راهنمایی و رانندگی در شهر باغ‌ملک و شهر قلعه تل دایر می‌باشند.
شهرستان باغ‌ملک دارای ۴ ناحیه مقاومت بسیج سپاه به تفکیک در شهر باغ‌ملک، ناحیه مقاومت بسیج صاحب الزمان (عج) در قلعه تل و ناحیه مقاومت بسیج امیرالمومنین (ع) در میداوود

## امکانات ورزشی
شهرستان باغ‌ملک دارای ۳ استادیوم با چمن طبیعی است
استادیوم شهدای هفت تیر باغ‌ملک
استادیوم تختی قلعه تل
شهرستان باغ‌ملک دارای تعداد قابل توجهی چمن فوتبال از نوع مصنوعی در مناطق ۴ گانه و دهستان‌های تابع می‌باشد.
سالن های سرپوشیده رشته‌های مختلف ورزشی به تفکیک در ۴ شهر این شهرستان احداث شده‌اند.